# Idjevan
Idjevan ou Ijevan (en arménien Իջևան) est une ville d'Arménie, la capitale de la région de Tavush, non loin du lac Sevan. La ville compte 21 000 habitants en 2001 (environ 20 509 en 2008).

## Géographie
Entouré par les montagnes Gugark, Idjevan est sur les rives de l'Aghstev et est située à 755 mètres d'altitude en moyenne et jouit d'un climat relativement doux favorisant notamment la viticulture. 
Les montagnes environnantes sont couvertes d’épaisses forêts, se transformant par endroits en prairies alpines.
Idjevan est bordé par le village de Getahovit au nord et le village de Gandzakar au sud. 
Le petit lac Spitak Jur se trouve à l'entrée sud de la ville.
Idjevan est proche de la frontière avec l'Azerbaïdjan et la Géorgie (60 km pour cette dernière).

## Démographie
Depuis 1831, l'évolution démographique de Idjevan a été la suivante :

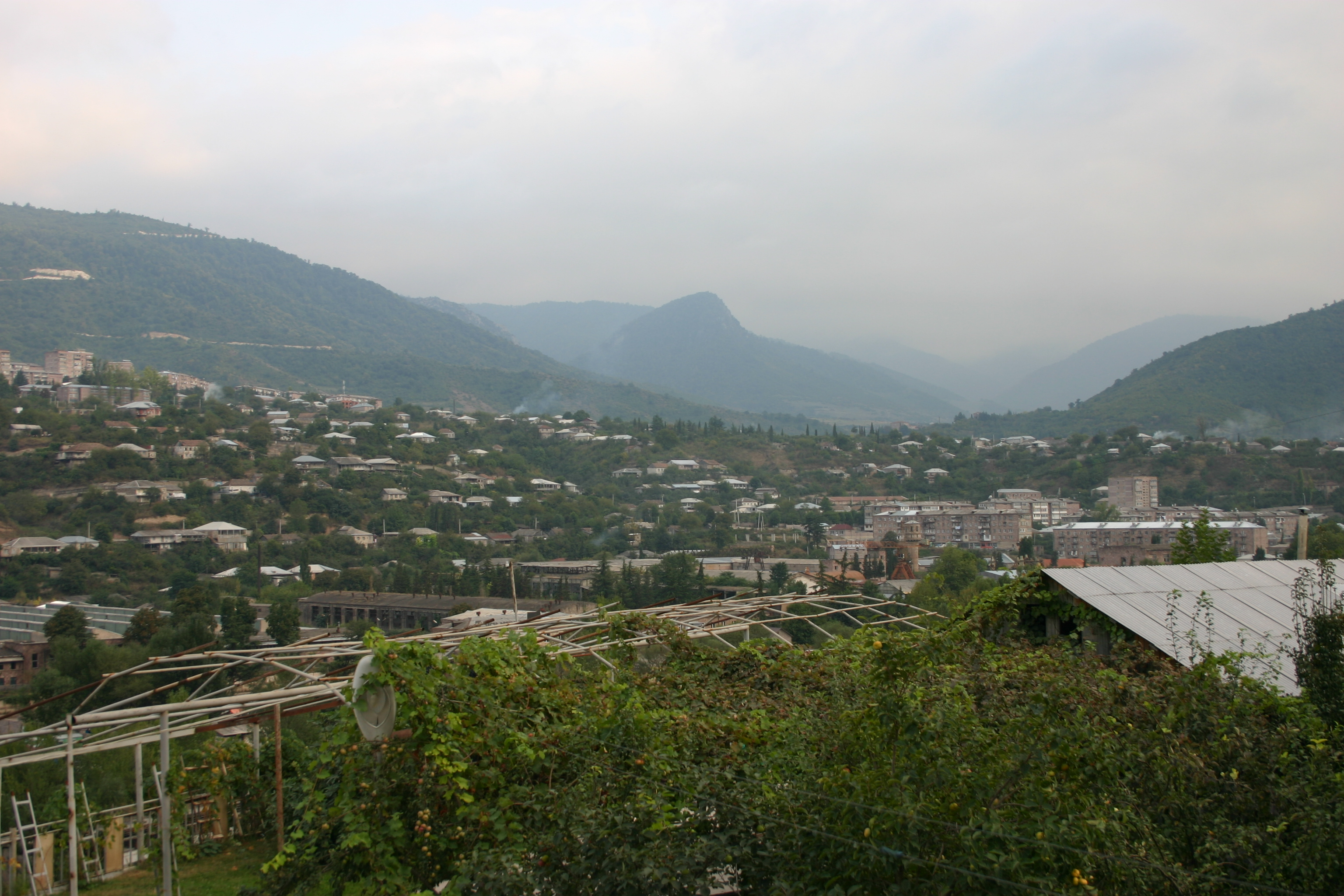
Vue d’Idjevan.

| 1831 | 1873  | 1897  | 1926  | 1939  | 1959  |
| ---- | ----- | ----- | ----- | ----- | ----- |
| 440  | 1 016 | 1 790 | 2 261 | 4 426 | 7 639 |

| 1976   | 1989   | 1991   | 2001   | 2004   | 2015   |
| ------ | ------ | ------ | ------ | ------ | ------ |
| 15 006 | 18 681 | 19 100 | 20 223 | 20 300 | 20 800 |

| 2020   | - | - | - | - | - |
| ------ | - | - | - | - | - |
| 20 300 | - | - | - | - | - |

| Histogramme de l'évolution démographique de Idjevan |        |
| \| 1831 \| 1 346 \| \| 1831 \| 440 \| \| 1873 \| 1 016 \| \| 1897 \| 1 790 \| \| 1926 \| 2 261 \| \| 1939 \| 4 426 \| \| 1959 \| 7 639 \| \| 1976 \| 15 006 \| \| 1989 \| 18 681 \| \| 1991 \| 19 100 \| \| 2001 \| 20 223 \| \| 2004 \| 20 300 \| \| 2015 \| 20 800 \| \| 2020 \| 20 300 \| |        |
| 1831 | 1 346  |
| 1831 | 440    |
| 1873 | 1 016  |
| 1897 | 1 790  |
| 1926 | 2 261  |
| 1939 | 4 426  |
| 1959 | 7 639  |
| 1976 | 15 006 |
| 1989 | 18 681 |
| 1991 | 19 100 |
| 2001 | 20 223 |
| 2004 | 20 300 |
| 2015 | 20 800 |
| 2020 | 20 300 |

## Transports
Idjevan est reliée à la capitale Erevan par la route magistrale 4. 
La route traverse la frontière entre l'Arménie et l'Azerbaïdjan, à 16 km au nord-est de la ville.
La ligne de train Tbilissi-Bakou/Erevan ne fonctionne plus depuis 1989 (Guerre du Haut-Karabagh avec l'Azerbadjian). En plus un important éboulement s'est produit entre Dilidjan et Idjevan, cela compromet l'avenir de cette ligne.

## Médias et éducation
La ville possède une télévision et des journaux locaux. Elle abrite en outre depuis 1994 une branche de l'Université d'État d'Erevan, dispensant à environ 900 étudiants des études de mathématiques appliquées, de physique, de langue (notamment le Français) et de littérature arméniennes, d'histoire, de pédagogie et de psychologie.

## Jumelage
| Ville | Ville    | Pays | Pays    | Période     |
| ----- | -------- | ---- | ------- | ----------- |
|       | Roustavi |      | Géorgie | depuis 1996 |
|       | Valence  |      | France  |             |